# Chico (Califórnia)
Chico é uma cidade localizada no estado americano da Califórnia, no condado de Butte, na região norte do estado. Foi fundada em 1860 por John Bidwell e incorporada em 8 de janeiro de 1872.
A cidade possui uma universidade, a California State University, parte do sistema da Universidade Estadual da Califórnia e o sexto maior parque municipal, o Bidewell Park.

## Geografia
De acordo com o United States Census Bureau, a cidade tem uma área de 85,7 km², onde 85,3 km² estão cobertos por terra e 0,4 km² por água.

## Demografia
Segundo o censo nacional de 2020, a sua população é de 101 475 habitantes e sua densidade populacional é de 1 010,84 hab/km². É a cidade mais populosa do condado de Butte. Possui 37 050 residências, que resulta em uma densidade de 434,54 residências/km².

## Lista de marcos
A relação a seguir lista as entradas do Registro Nacional de Lugares Históricos em Chico.
- A. H. Chapman House
- Allen-Sommer-Gage House
- Bidwell Mansion
- Honey Run Covered Bridge
- Mud Creek Canyon
- Patrick Ranch House
- Patrick Rancheria
- Silberstein Park Building
- South of Campus Neighborhood
- Southern Pacific Depot
- St. John's Episcopal Church
- Stansbury House
- US Post Office-Chico Midtown Station